# Smeč u odbojci
U odbojci smeč je potez postizanja poena agresivnim udaranjem lopte preko mreže u teren protivničke ekipe. Generalno posmatrano, mehanizam odbojkaškog smeča nije umnogome različit od poteza zakucavanja (slam dunking) u košarci.
Odbojkaški smeč je postao vrlo popularan u kasnim 80-tim i ranim 90-tim godinama XX veka sa masovnim profilisanjem odbojke na pesku kao popularnog sporta. Poznati profesionalci odbojke na pesku su koristili odbojkaški smeč da postignu razorne poene protiv suparnika, kao i da podignu publiku na noge teatralnošću smeč udarca. "Smečovanje" povezano sa odbojkom je ušlo u međunarodne i američke leksikone kroz video igre, filmove i rastuću popularnost Asocijacije odbojkaških profesionalaca (AVP).
Odbojkaški smeč kao napadački udarac je još uvek široko rasprostranjen u odbojci, kao najdraži napadački udarac većine najboljih igrača odbojke na svetu. 
Smeč je jedan od najmoćnijih poteza u odbojci. Kada je pravovremeno izveden, može da nadjača odbranu protivničke ekipe i da donese brz poen ekipi. 
Ovo je najefikasniji i najatraktivniji oblik upućivanja lopte u polje protivnika, a time i postizanja poena. Lopta dignuta iznad visine mreže hvata se u skoku u najvišoj mogućoj tački i što većom brzinom i što strmije upućuje u protivničko polje. Jako ga je teško zaustaviti pogotovo ako je brz, a najčešće se zaustavlja čekićem.
Da bi postao efikasan odbojkaški udarac potrebno je da bude pravilno i pravovremeno izveden. 

## Spoljašnje veze
- https://avp.com/
- https://en.wikipedia.org/wiki/Slam_dunk